# Palau a 2000. évi nyári olimpiai játékokon
Palau az ausztráliai Sydneyben megrendezett 2000. évi nyári olimpiai játékok egyik részt vevő nemzete volt. Az országot az olimpián 3 sportágban 5 sportoló képviselte, akik érmet nem szereztek. Palau első alkalommal vett részt az olimpiai játékokon.

## Atlétika
Férfi

| Versenyszám       | Előfutam | Előfutam | Előfutam | Negyeddöntő | Negyeddöntő | Negyeddöntő | Elődöntő | Elődöntő | Elődöntő | Döntő   | Döntő    |         |
| Versenyszám       | Idő      | Hely.    | Össz.    | Idő         | Hely.       | Össz.       | Idő      | Hely.    | Össz.    | Idő     | Helyezés |         |
| ----------------- | -------- | -------- | -------- | ----------- | ----------- | ----------- | -------- | -------- | -------- | ------- | -------- | ------- |
| Christopher Adolf | 100 m    | 11,01    | 8.       | 82.*        | kiesett     | kiesett     | kiesett  | kiesett  | kiesett  | kiesett | kiesett  | kiesett |

* - egy másik versenyzővel azonos eredményt ért el
Női

| Versenyszám    | Előfutam | Előfutam | Előfutam | Negyeddöntő | Negyeddöntő | Negyeddöntő | Elődöntő | Elődöntő | Elődöntő | Döntő   | Döntő    |         |
| Versenyszám    | Idő      | Hely.    | Össz.    | Idő         | Hely.       | Össz.       | Idő      | Hely.    | Össz.    | Idő     | Helyezés |         |
| -------------- | -------- | -------- | -------- | ----------- | ----------- | ----------- | -------- | -------- | -------- | ------- | -------- | ------- |
| Peoria Koshiba | 100 m    | 12,66    | 7.       | 69.         | kiesett     | kiesett     | kiesett  | kiesett  | kiesett  | kiesett | kiesett  | kiesett |

## Súlyemelés
Női

| Versenyszám   | Szakítás | Szakítás | Lökés    | Lökés    | Összesen | Helyezés |     |
| Versenyszám   | Eredmény | Helyezés | Eredmény | Helyezés | Összesen | Helyezés |     |
| ------------- | -------- | -------- | -------- | -------- | -------- | -------- | --- |
| Valerie Pedro | 69 kg    | 70,0     | 15.      | 90,0     | 14.      | 160,0    | 14. |

## Úszás
Férfi

| Versenyszám    | Előfutam   | Előfutam | Előfutam | Elődöntő | Elődöntő | Elődöntő | Döntő   | Döntő    |         |
| Versenyszám    | Idő        | Hely.    | Össz.    | Idő      | Hely.    | Össz.    | Idő     | Helyezés |         |
| -------------- | ---------- | -------- | -------- | -------- | -------- | -------- | ------- | -------- | ------- |
| Anlloyd Samuel | 50 m gyors | 27,24    | 3.       | 71.      | kiesett  | kiesett  | kiesett | kiesett  | kiesett |

Női

| Versenyszám  | Előfutam    | Előfutam | Előfutam | Elődöntő | Elődöntő | Elődöntő | Döntő   | Döntő    |         |
| Versenyszám  | Idő         | Hely.    | Össz.    | Idő      | Hely.    | Össz.    | Idő     | Helyezés |         |
| ------------ | ----------- | -------- | -------- | -------- | -------- | -------- | ------- | -------- | ------- |
| Nicole Hayes | 100 m gyors | 1:00,89  | 1.       | 47.      | kiesett  | kiesett  | kiesett | kiesett  | kiesett |